# Municipio de Oakland (Nebraska)
El municipio de Oakland (en inglés, Oakland Township) es un municipio del condado de Burt, Nebraska, Estados Unidos. Tiene una población estimada, a mediados de 2023, de 123 habitantes.

## Geografía
Está ubicado en las coordenadas 41°51′55″N 96°30′25″O / 41.86528, -96.50694. Según la Oficina del Censo, tiene una superficie total de 71.97 km², de los cuales 71.56 km² corresponden a tierra firme y 0.41 km² están cubiertos de agua.

## Demografía
Según el censo de 2020, en ese momento había 121 personas residiendo en la zona. La densidad de población era de 1.7 hab./km². El 96.69 % de los habitantes eran blancos, el 0.83 % era amerindio y el 2.48% eran de una mezcla de razas. Del total de la población, el 0.83 % era hispano o latino.